# Sapromyza stigmatica
Sapromyza stigmatica är en tvåvingeart som beskrevs av Malloch 1926. Sapromyza stigmatica ingår i släktet Sapromyza och familjen lövflugor. Inga underarter finns listade i Catalogue of Life.